# MTV Latinoamérica
A MTV Latinoamérica (também conhecida como MTV Latino ou MTVLA) é um canal de televisão que cobre toda a região da América hispanófona. A programação desta versão da MTV se dá por meio de três sinais distintos que se distribuem por quase toda a região. Começou suas transmissões em 1 de outubro de 1993 e é a maior canal de televisão musical da América Latina. Atualmente, a transmissão do sinal está dividido entre Miami (Flórida), Cidade do México, Bogotá e Buenos Aires.
Entre seus programas, encontram-se videoclipes, programas interativos, séries, notícias de entretenimento, programas de humor, animações, eventos especiais, reality shows, mas sempre a ver com a cultura jovem. Sua programação está dedicada a certos gêneros musicais e não engloba outros tipos de música popular dos países em que a mesma é destinada. Seu menu principal engloba música pop, rock, punk, pop latino, hip hop, entre outros, assim como categorias e uniões entre estes. Há músicas em língua inglesa e língua espanhola.

## História
Alguns eventos importantes no final dos anos 80 levaram a criação da MTV Latina. Primeiramente, o programa “MTV International” foi criado em 1988 e apresentado por Daisy Fuentes. Esse programa era semanal. O segundo fato foi o surgimento da febre do rock em espanhol, que incluiam artistas como os roqueiros argentinos Miguel Mateos e Soda Stereo. Por fim, durante esses anos a primeira-vez do concerto de rock espanhol foi realizado por Miguel Mateos, que criou excitação entre as comunidades latinas nos Estados Unidos.
Com a crescente popularidade dos artistas latinos, os executivos do canal começaram a tomar conhecimento e percebeu a crescente qualidade e popularidade da música cantada em espanhol. Depois do sucesso dos outros canais internacionais da MTV, como MTV Europe e MTV Brasil, MTV Networks lançou a “MTV en Español” em outubro de 1993. O canal possuía um único sinal para todos os países de língua espanhola da América Latina. Todos os programas eram gravados e produzidos em Miami, onde os estúdios eram localizados. Daisy Fuentes se tornou uma das primeiras VJs do canal.
Como o canal ganhou certa popularidade no início de 1995, novos programas foram adicionados a programação. Pela primeira-vez foram transmitidos programas não-relacionados a música como Beavis and Butt-head. MTV News foi adicionado, um segmento dedicado a notícias sobre celebridades, filmes política e questões sociais, geralmente combinando comentário subjetivo e objetivo. Por último, neste mesmo ano o programa Conexión foi lançado, o programa mais popular da história do canal, que permaneceu no ar por um recorde de tempo e possui a maior audiência de qualquer programa na história do canal.
Dado o crescimento social e econômico do canal, em abril de 1996 “MTV en Español” foi divido em dois sinais regionais, “Norte”, cobrindo México, América, Colômbia e Venezuela, e “Sul”, cobrindo o resto da região. Esta divisão foi criada para atender mais de perto a programação para públicos distintos. Como resultado, em 1996 a MTV se tornou o canal número um de música na América Latina.
No entanto, durante a década de 1990 o canal começou a ter problemas. O aspecto musical de "MTV en Español" era desorganizado e o canal estava tendo problemas para atender aos distintos gostos regionais. Executivos decidiram segmentar as audiências, dividindo o canal em três sinais: “MTV México”, “MTV Central” (Colômbia) and “MTV Argentina”, com estúdios e escritórios regionais localizados nas capitais de cada país.
Durante este tempo, o canal começou a apresentar programas americanos da MTV com legendas em espanhol. Bem como, no ano de 2000, a MTV criou um novo sinal dirigido para o Chile, conhecido como MTV Sudoeste, que repetiu a programação da MTV México, mas ajustada ao tempo chileno. Enquanto MTV pensou primeiro em repetir a programação da MTV Argentina para o sinal do Chile por causa da proximidade dos países, foi decidido que, considerando os traços culturais e a diferença de sotaques entre chilenos e argentinos, seria mais adequado para adaptar a programação do México para o sinal chileno. No entanto, em 2004, a MTV Sudoeste foi cancelado devido ao baixo número de telespectadores. Atualmente, três sinais de operam na América Latina: "MTV Norte", que cobre o México, "MTV Central", abrangendo Colômbia, Bolívia, Chile, Cuba, Equador, Peru, Venezuela e países centro-americanos e "MTV Sul", que abrange Argentina, Paraguai e Uruguai.
Em 20 de fevereiro de 2024, a MTV América Latina (também na MTV Brasil) mudou-se para MTV Global ou Feed Europeu, mudando parte de seus gráficos, bem como os banners no meio dos programas. A mudança ocorreu às 6h00 do México e às 9h00 da Argentina, no início do "Tu Mix de Hoy".  Isto foi depois 5 Meses da Nickelodeon LA em 17 de outubro de 2023 e 6 Meses na Nick Jr. LA em 19 de setembro de 2023.

## Programas

### Original
- Acapulco Shore
- Are You the One? El Match Perfecto

### Realities, séries e animações
- Teen Mom
- MTV Cribs
- Ex On The Beach
- Rupaul DragRace
- The Hills
- Awkward.
- MTV Cine Pop
- Daria
- Ink Master
- Are You The One?
- Geordie Shore
- Catfish: The TV Show
- Ridiculousness

Programas anteriores
- 16 & Pregnant
- When I Was 17
- Pranked
- South Park
- Blue Mountain State
- Plain Jane
- Parental Control
- The City
- La Casa de los Dibujos (Drawn Together)
- Happy Tree Friends
- Pimp My Ride
- Super Dulces 16
- Life of Ryan
- My Life as Liz'
- Jersey Shore
- Disaster Date
- Paris Hilton's My New BFF
- Rally MTV
- Quiero Mis Quinces (Versão latina de "My Super Sweet 16")
- Los Invadecuartos (Versão latina de Room Raiders)
- Rock Dinner
- Joystickeros
- Dansin' Ropa
- Fan Van
- Infiltrados
- Niñas mal
- Alejo & Valentina
- Familia do Zaralho

### Premiações
- MTV Europe Music Awards (EMA)
- MTV Millennial Awards (MIAW)
- MTV Movie Awards
- MTV Video Music Awards (VMA)

### Musicais
- MTV Live
- Videorama
- Videosomnia
- Asterisco
- Playlist
- Karaoqué
- Pixcelu
- Casi +
- Los 10 + pedidos
- Top 10
- El clic
- La Zona TV
- MTV World Stage
- La Cresta
- El Bloque
- Contra
- 2X1
- Top 20 MTV
- El 20
- MTV Decimo